# FC Turan
El Football Club Turan es un equipo de fútbol de Kazajistán en la ciudad de Turkestán. Actualmente juega en la Liga Premier de Kazajistán.

## Historia
El club fue fundado en el año de 2002 bajo el nombre de FC Qostúıin Arys, que duró hasta 2004 cuando cambió por el FK Arys. Desde 2003 jugó en la Primera División de Kazajistán hasta 2020 cuando finalizó segundo de la Conferencia 1 además de ser uno de los equipos de expansión para el 2021.